# 羅孚號
羅孚號，又譯路華號（英語：Rover），是一艘於1930年由英國蘇格蘭格拉斯哥亞歷山大·史提芬父子造船廠（Alexander Stephen and Sons）製造的蒸汽遊艇，供時任鐵行輪船公司主席第一代英奇凱普伯爵詹姆斯·麥凱使用。該船以史提芬碼頭（Stephen's Yard）第527號的名義建造，其長度、寬度和標準排水量分別為265英尺5英寸（80.90）、40英尺1英寸（12.22）以及2115噸，因而被認為是「在克萊德河上製造過的最豪華船隻」。

## 描述
此遊艇的船首像是英奇凱普伯爵的女兒愛茜·麥凱（Elsie Mackay）之畫像，他於1928年參加跨大西洋飛行時便已經失蹤。羅孚號不但能為最多14位賓客提供住宿，而且也擁有一個偌大的銀色飯廳，而遊艇在首次下水時則被塗上綠色與白色。
該船的客艙裝設了一個成套的大理石花紋浴室，戶外舞蹈室和遊戲室則位於遊艇的敞露甲板上，而長距離燃料槽亦能讓羅孚號作長途環球航行。此外，時任英國君主喬治五世以及其妻特克的瑪麗也曾於1930年8月科韋斯週（Cowes Week）舉行時參觀此遊艇。

## 晚年生涯
1932年5月23日，羅孚號主人英奇凱普伯爵在船隻停泊於摩納哥蒙地卡羅赫爾屈勒斯港（法語：Port Hercules）時在遊艇上逝世，其後有傳聞指出印度政治家阿迦汗三世將會購買該船，而當時另外一個謠言則是時任羅馬尼亞國王卡羅爾二世曾達成交易協議但結果不能踐約。最後羅孚號於一年後終被美國商人霍華德·休斯秘密地購買，並將其改名為「南十字號」（Southern Cross）。後來休斯又把此遊艇轉手給瑞典企業家阿克塞爾·文內爾-格倫（瑞典語：Axel Wenner-Gren），而這位企業家隨後則曾經利用該船幫助首艘被納粹德國在第二次世界大戰期間擊沉的船隻「SS雅典尼亞號」（SS Athenia）之營救生還者工作。此遊艇其後又被轉賣給墨西哥政府，並以「奧里薩巴號」（西班牙語：Orizaba）於墨西哥海軍服役，最終在約1960年拆解報廢。

## 外部連結
- 羅孚號詳細資訊
- 羅孚號右側相片 （页面存档备份，存于）
- 羅孚號主人房相片 （页面存档备份，存于）